# Bank Rozwoju Rolnictwa „Rolbank”
Bank Rozwoju Rolnictwa „Rolbank” S.A. (d. Bank Rozwoju Rolnictwa S.A.) – bank uniwersalny działający w latach 1989–1996 z siedzibą w Poznaniu.

## Historia
Utworzony w 1989 jako Bank Rozwoju Rolnictwa S.A., działalność rozpoczął w 1990. 
W 1995 Prezes Narodowego Banku Polskiego zarządził likwidację banku poprzez przejęcie go przez Bank Zachodni z uwagi na jego trudną sytuację finansową. Przejęcie nastąpiło w drodze nabycia wszystkich akcji Rolbanku w 1996. 